# Успение Богородично (Карея)
Вижте пояснителната страница за други значения на Успение Богородично.
„Успение Богородично“ или Протатос (на гръцки: Κοίμηση Θεοτόκου, Πρωτάτος) е средновековна православна църква в светогорското градче Карея, Егейска Македония, Гърция.

## История
Църквата е наречена Протатос защото е седалище на атинския протат. Изграждането на църквата в първоначалния ѝ вид е от X век. Църквата е най-старата от всички католикони в Света гора.

## Архитектура
Съвременният вид на храма е резултат на последователни ремонти, като най-значителен е този преди средата на X век на Свети Атанасий Атонски. В архитектурно отношение сградата на църквата е трикорабна базилика с напречен кораб.

## Стенописи
В храма е запазен отличен образец от монументалната живопис, чийто връх на Света гора е от края на XIII началото на XIV век. По повърхностите на стените на храма украсата стенописите са в четири припокриващи се зони. Горната и долната зона представляват фигури в цял ръст на предци, пророци и военни светци. Двете междинни и по-широки зони изобразяват, без разделителни линии по между си, евангелски сцени и сцени от живота на Света Богородица. Между тези сцени са вмъкнати евангелистите. Стенописни изображения на Света Богородица на трон и Христос на трон украсяват двата големи проскинитария пред светилището. В олтана са изобразени главно светогорски светци.
Стенописната украса на църквата, която вероятно е била изпълнена по време на първия патриархат на Атанасий I Константинополски (1289-93, 1305-10), се приписва според „Ерминията“ на Дионисий Фурноаграфиот на Мануил Панселин от Солун. Стенописите са сходни с тези в „Свети Димитър“ и параклиса му „Свети Евтимий“ в Солун.
- Господ Вседържител 
Една от най-величествените и значителни фрески на Иисус Христос за времето си[3]
- Йоан Кръстител 
Тази творба е ключов образ за Македонската школа. Тя е повлияла практически на всички последващи икони, изобразяващи светеца[3]
- Христос Анапесон (Дремещ) 
По мнението на историците, това е първото известно възпроизведение на този сюжет в Македонската школа. Теофан Критски по-късно повтаря и развива този сюжет[3]
- Отляво – Свети Меркурий,
отдясно — Артемий Антиохийский 
Той държи меч, лък и щит. Главата на светеца е увенчана със скитски шлем, който отразява мястото на живота на светеца. Късата брада показва младостта му, а богатата одежда – високата му длъжност.[3] Символи на светеца са шлем, щит и меч
Лицето на Артемий има явно сходство с лика на Христос. В своята „Ерминия“ (XVIII век) Дионисий Фурноаграфиот посочва това сходство:[4]
„Артемий, на вид подобен на Христос“.
- Димитър Солунски
Извивката на главата и изписването на косите на Димитър стават образец за подражание в иконописта. головы и написание волос Дмитрия стали образцом для подражания в иконописи. Изобразеното в дясната ръка наклонено копие и стрелите в лявата също стават класически вариант за изобразяване на светеца[3]
- Въведение Богородично 
Изследователите посочват живостта, реализма и емоционалността на фреската. Привличат вниманието второстепенните персонажи – жените, които са в центъра на картината. Това е най-смелото решение на композицията на иконата за няколко века напред[3]
- Фотина Самарянката
Забележително е женското изящество на светицата, което контрастира със строгите форми на светците, отшелниците и монасите, изобразени от Панселин в Протатон.[3]На Атон съществува фреска, наследила основни черти на тази
- Великомъченик Евстатий
Изобразена е властността, строгостта и самообладанието на генерала. В дясната ръка на светеца има копие, които заедно с доспехите показват принадлежност към военната профессия[3]

- Икони от храма
- „Събор на атонските светци“, икона от манастира, около 1800 г.
- „Събор на атонските светци“, икона от храма, дело на Макарий Галатищки, 1849 г.
- „Събор на атонските светци“, икона от храма, дело на Макарий Галатищки, 1859 г.
- Kонстантин Велики с архиереите, участници на Първия вселенски събор, носещи Никейския символ на вярата, 1770 г.